# Alberi monumentali della Sardegna

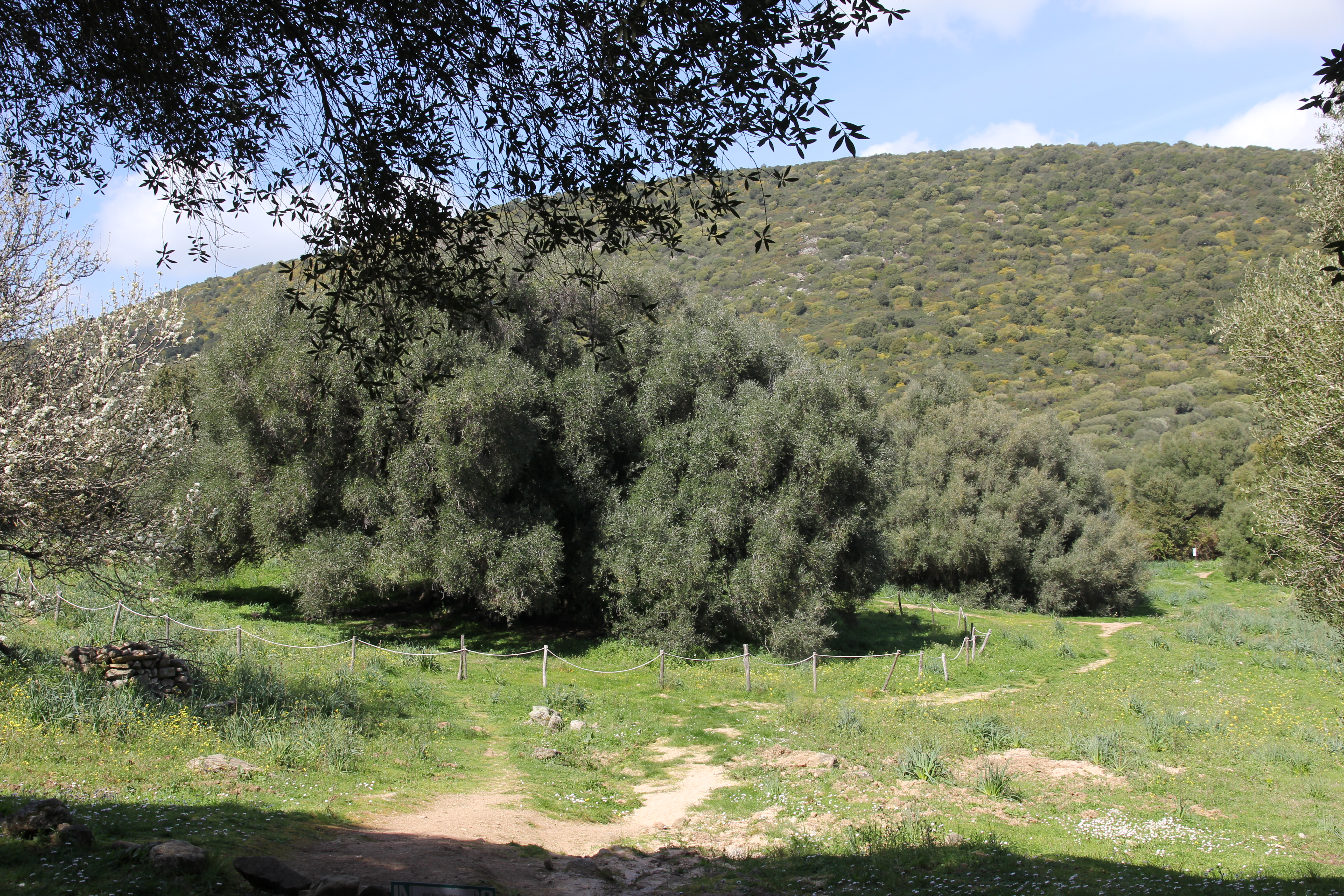
S'Ozzastru di Luras, considerato uno degli alberi più vecchi d'Italia.

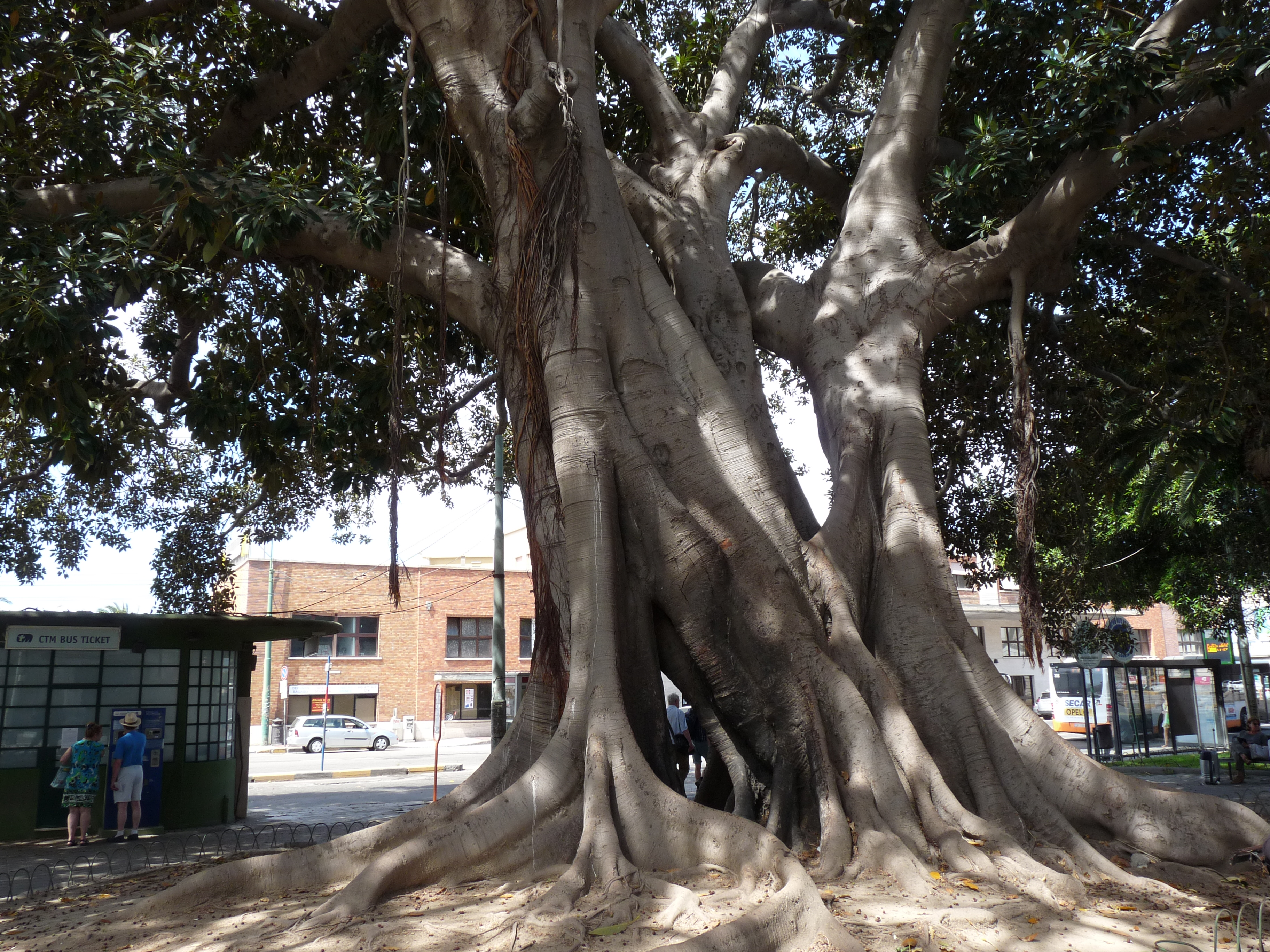
Il Ficus macrophylla in piazza Giacomo Matteotti a Cagliari

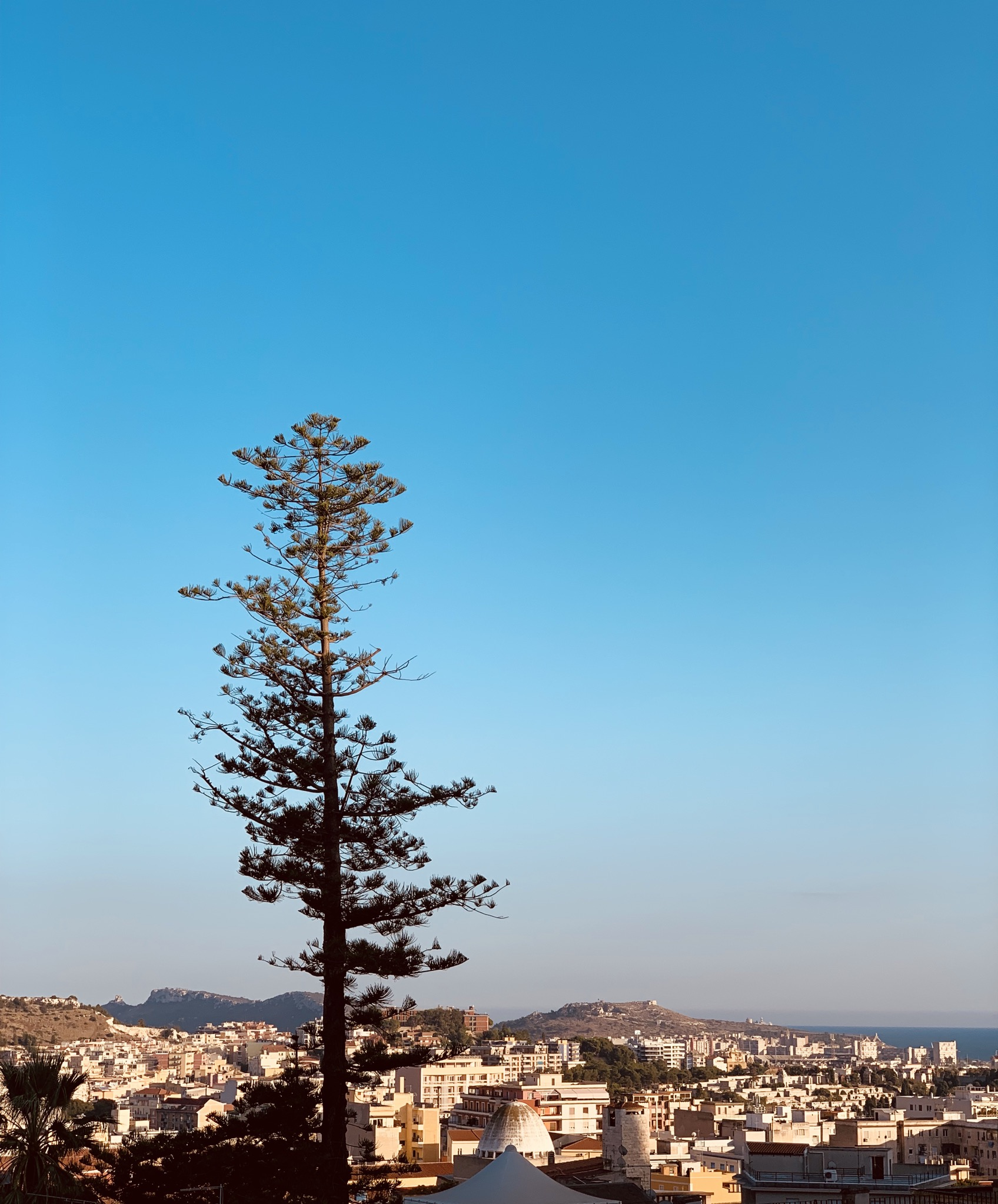
L'Araucaria heterophylla a Cagliari

Nella legislazione italiana sono considerati monumentali gli alberi rispondenti ai criteri stabiliti dalla legge n.10 del 14 gennaio 2013, Norme per lo sviluppo degli spazi verdi urbani, e dal relativo decreto attuativo 23 ottobre 2014. Con la delibera n.7/8 del 17 febbraio 2015 la Giunta regionale della Sardegna ha affidato il censimento degli alberi monumentali dell'Isola al Corpo forestale e di vigilanza ambientale che lo ha realizzato, avvalendosi anche della collaborazione dei Comuni e coinvolgendo l'agenzia Forestas nei perimetri forestali amministrati dalla medesima agenzia.
L'elenco, unitamente a quelli provenienti dalle altre regioni italiane, è stato approvato con decreto del capo dipartimento delle Politiche europee e internazionali e dello sviluppo rurale del Ministero delle politiche agricole e forestali nº 5450 del 19.12.2017 con successiva pubblicazione nella Gazzetta Ufficiale del 12.02.2018. Un ulteriore decreto, il nº 661 del 09.08.2018, ha infine approvato il primo aggiornamento dell'elenco nazionale.
La Sardegna, con circa 400 individui, risulta la regione con il maggior numero di alberi monumentali di grande interesse, concentrati principalmente nella subregione barbaricina dell'Ogliastra.
I criteri di monumentalità sono: a) pregio naturalistico legato all’età e alle dimensioni; b) pregio naturalistico legato a forma e portamento; c) valore ecologico; d) pregio naturalistico legato alla rarità botanica; e) pregio naturalistico legato all’architettura vegetale; f) pregio paesaggistico; g) pregio storico-culturale-religioso.
| n°  | nome                 | nome scientifico                                                          | comune           | prov.             | località                         | coordinate                 | altitud. | contesto urbano | circonf. cm     | alt. m            | criteri di monumentalità                                                                                          |
| --- | -------------------- | ------------------------------------------------------------------------- | ---------------- | ----------------- | -------------------------------- | -------------------------- | -------- | --------------- | --------------- | ----------------- | --- |
| 1   | jacaranda            | Jacaranda mimosaefolia D. Don                                             | Cagliari         | città m. Cagliari | giardini pubblici, v.le R. Elena | 39°13′32″N 9°06′59″E       | 70       | si              | 174             | 16                | a) età e/o dimensioni, d) rarità botanica, e) architettura vegetale, f) pregio paesaggistico                      |
| 2   | tintitaco            | Prosopis torquata (Lag) DC.                                               | Cagliari         | città m. Cagliari | parco della Rimembranza          | 39°12′54″N 9°07′14″E       | 15       | si              | 300             | 17                | a) età e/o dimensioni, b) forma e portamento, e) architettura vegetale, g) valore storico, culturale, religioso   |
| 3   | fico magnolioide     | Ficus macrophylla Desf.ex Pers.                                           | Cagliari         | città m. Cagliari | piazza Giacomo Matteotti         | 39°12′53.78″N 9°06′34.93″E | 2        | si              | 1200            | 22                | a) età e/o dimensioni, b) forma e portamento, e) architettura vegetale, g) valore storico, culturale, religioso   |
| 4   | pino di Norfolk      | Araucaria heterophylla (Salisb.) Franco                                   | Cagliari         | città m. Cagliari | vico VII San Giovanni, 7         | 39°13′15″N 9°07′06″E       | 50       | si              | 340             | 38                | a) età e/o dimensioni, b) forma e portamento, e) architettura vegetale, f) pregio paesaggistico                   |
| 5   | eucalitto rostrato   | Eucalyptus camaldulensis Dehnh.                                           | Capoterra        | città m. Cagliari | Su Loy                           | 39°08′20.88″N 9°00′44.5″E  | 4        | si              | 753             | 25                | a) età e/o dimensioni                                                                                             |
| 6   | ginepro coccolone    | Juniperus oxycedrus L.                                                    | Capoterra        | città m. Cagliari | Baccu Tinghinu                   | 39°10′17.03″N 8°57′29.88″E | 110      | no              | 350             | 11                | a) età e/o dimensioni                                                                                             |
| 7   | carrubo              | Ceratonia siliqua L.                                                      | Castiadas        | città m. Cagliari | ex carceri, centrale             | 39°14′11.53″N 9°29′55.48″E | 165      | no              | 345             | 8                 | a) età e/o dimensioni                                                                                             |
| 8   | pino d'Aleppo        | Pinus halepensis Mill.                                                    | Dolianova        | città m. Cagliari | piazza San Pantaleo              | 39°22′53.79″N 9°10′26.93″E | 208      | si              | 340             | 19                | a) età e/o dimensioni, d) forma e portamento, e) architettura vegetale, f) pregio paesaggistico                   |
| 9   | pino d'Aleppo        | Pinus halepensis Mill.                                                    | Dolianova        | città m. Cagliari | cattedrale S.Pantaleo            | 39°22′53.92″N 9°10′23.48″E | 208      | si              | 265             | 17                | a) età e/o dimensioni, b) forma e portamento, e) architettura vegetale                                            |
| 10  | eucalitto blu        | Eucalyptus globulus Labill.                                               | Dolianova        | città m. Cagliari | vivaio F.D. Monte Arrubiu        | 39°21′19.84″N 9°13′12.49″E | 445      | no              | 520             | 36                | a) età e/o dimensioni                                                                                             |
| 11  | roverella            | Quercus pubescens Willd.                                                  | Escolca          | città m. Cagliari | Bara, Cuccuru Piddiu             | 39°42′23.68″N 9°07′17.93″E | 530      | no              | 381             | 17                | a) età e/o dimensioni                                                                                             |
| 12  | pino d'Aleppo        | Pinus halepensis Mill.                                                    | Mandas           | città m. Cagliari | stazione ferroviaria             | 39°39′38.84″N 9°07′55.15″E | 457      | si              | 330             | 20                | a) età e/o dimensioni                                                                                             |
| 13  | platano comune       | Platanus acerifolia (Aiton) Willd                                         | Pula             | città m. Cagliari | Masenti                          | 39°00′21.96″N 8°58′20.84″E | 29       | no              | 450             | 26                | a) età e/o dimensioni                                                                                             |
| 14  | acero minore         | Acer monspessolanum L.                                                    | Seulo            | città m. Cagliari | Perdedu                          | 39°53′35.05″N 9°16′22.86″E | 1250     | no              | 450             | 15,5              | a) età e/o dimensioni                                                                                             |
| 15  | corbezzolo           | Arbutus unedo L.                                                          | Seulo            | città m. Cagliari | Coa e Mindas                     | 39°54′04.4″N 9°16′11.22″E  | 500      | no              | 203             | 14                | a) età e/o dimensioni                                                                                             |
| 16  | fillirea             | Phillyrea angustifolia L.                                                 | Seulo            | città m. Cagliari | Forau Murgia                     | 39°55′07.87″N 9°15′15.87″E | 490      | no              | 250             | 14                | a) età e/o dimensioni, b) forma e portamento                                                                      |
| 17  | leccio               | Quercus ilex L.                                                           | Seulo            | città m. Cagliari | Fundu de Toni                    | 39°51′29.65″N 9°11′36.5″E  | 710      | no              | 625             | 12,5              | a) età e/o dimensioni, b) forma e portamento                                                                      |
| 18  | leccio               | Quercus ilex L.                                                           | Seulo            | città m. Cagliari | Senna e Morisi                   | 39°54′00.08″N 9°13′30.04″E | 700      | no              | 495             | 18                | a) età e/o dimensioni                                                                                             |
| 19  | leccio               | Quercus ilex L.                                                           | Seulo            | città m. Cagliari | Sedda de sa Era, Olissa          | 40°54′10.35″N 9°13′02.28″E | 680      | no              | 625             | 22,5              | a) età e/o dimensioni, f) pregio paesaggistico                                                                    |
| 20  | ontano nero          | Alnus glutinosa (L.) Gaertn.                                              | Seulo            | città m. Cagliari | Perdedu                          | 39°53′42.57″N 9°16′28.66″E | 1200     | no              | 590             | 15                | a) età e/o dimensioni                                                                                             |
| 21  | roverella            | Quercus pubescens Willd.                                                  | Seulo            | città m. Cagliari | San Cosimo                       | 39°52′09.61″N 9°13′42.56″E | 720      | no              | 375             | 20                | a) età e/o dimensioni                                                                                             |
| 22  | leccio               | Quercus ilex L.                                                           | Seulo            | città m. Cagliari | Sedda e Laccu bis                | 39°53′47.96″N 9°13′55.73″E | 875      | no              | 550             | 15                | a) età e/o dimensioni                                                                                             |
| 23  | leccio               | Quercus ilex L.                                                           | Seulo            | città m. Cagliari | Sedda e Laccu                    | 39°53′48.15″N 9°13′55.44″E | 860      | no              | 570             | 25                | a) età e/o dimensioni                                                                                             |
| 24  | leccio               | Quercus ilex L.                                                           | Seulo            | città m. Cagliari | Taccu Sui                        | 39°51′52.18″N 9°15′48.82″E | 800      | no              | 604             | 22                | a) età e/o dimensioni, f) pregio paesaggistico                                                                    |
| 25  | tasso                | Taxus baccata L.                                                          | Seulo            | città m. Cagliari | S'erriu de su Longufresu         | 39°51′06.3″N 9°16′09.85″E  | 740      | no              | 350             | 12                | a) età e/o dimensioni                                                                                             |
| 26  | pino di Monterey     | insieme omogeneo di Pinus radiata D. Don                                  | Sinnai           | città m. Cagliari | Maidopis                         | 39°16′25″N 9°24′57″E       | 550      | no              | 236 med 390 max | 31,0 med 35,0 max | a) età e/o dimensioni, f) pregio paesaggistico                                                                    |
| 27  | magnolia             | Magnolia grandiflora L.                                                   | Sinnai           | città m. Cagliari | Villa Marini, San Gregorio       | 39°18′07.91″N 9°21′50.06″E | 225      | no              | 290             | 13                | a) età e/o dimensioni                                                                                             |
| 28  | tiglio intermedio    | Tilia x vulgaris Hayne syn Tilia intermedia DC                            | Sinnai           | città m. Cagliari | Corongiu                         | 39°18′32.12″N 9°16′46.33″E | 125      | no              | 260             | 18                | a) età e/o dimensioni, d) rarità botanica                                                                         |
| 29  | olivo                | Olea europaea L.                                                          | Villanovatulo    | città m. Cagliari | Stuppara                         | 39°46′05.63″N 9°12′56.01″E | 340      | no              | 550             | 9,5               | a) età e/o dimensioni                                                                                             |
| 30  | leccio-sughera       | Quercus x morisii Borzì                                                   | Villanovatulo    | città m. Cagliari | Quaddu Aregu                     | 39°49′17.06″N 9°12′31.06″E | 310      | no              | 280             | 13                | a) età e/o dimensioni, d) rarità botanica                                                                         |
| 31  | leccio               | Quercus ilex L.                                                           | Villanovatulo    | città m. Cagliari | nuraghe Adoni                    | 39°47′08.44″N 9°10′23.35″E | 792      | no              | 280             | 8                 | b) forma e portamento, e) architettura vegetale                                                                   |
| 32  | roverella            | Quercus pubescens Willd.                                                  | Villanovatulo    | città m. Cagliari | Sa Croccoriga                    | 39°49′28″N 9°11′23″E       | 710      | no              | 440             | 20                | a) età e/o dimensioni                                                                                             |
| 33  | leccio               | Quercus ilex L.                                                           | Villanovatulo    | città m. Cagliari | Is Fundus                        | 39°48′18.07″N 9°12′17.09″E | 750      | no              | 297             | 15                | a) età e/o dimensioni, b) forma e portamento, d) rarità botanica                                                  |
| 34  | olivastro            | Olea europaea subsp. oleaster (Hoffmanns. & Link)                         | Villaputzu       | città m. Cagliari | Murerau, chiesa S.Giovanni       | 39°26′44.14″N 9°36′51.47″E | 0        | no              | 526             | 13                | a) età e/o dimensioni                                                                                             |
| 35  | leccio               | Quercus ilex L.                                                           | Villasalto       | città m. Cagliari | Perda de s'Egua                  | 39°32′24.11″N 9°28′59.49″E | 461      | no              | 470             | 20                | a) età e/o dimensioni                                                                                             |
| 36  | olmo montano         | Ulmus glabra Huds.                                                        | Aritzo           | Nuoro             | Prazza d'Erriu                   | 39°57′15.38″N 9°11′54.17″E | 810      | si              | 455             | 28                | a) età e/o dimensioni, b) forma e portamento, f) pregio paesaggistico                                             |
| 37  | acero minore         | Acer monspessolanum L.                                                    | Arzana           | Nuoro             | Coile S'Orroale                  | 39°56′49.13″N 9°18′49.44″E | 1115     | no              | 530             | 20                | a) età e/o dimensioni, e) architettura vegetale                                                                   |
| 38  | acero minore         | Acer monspessolanum L.                                                    | Arzana           | Nuoro             | Coile Congiudu                   | 39°57′24.98″N 9°21′04.14″E | 1134     | no              | 340/300         | 20                | a) età e/o dimensioni                                                                                             |
| 39  | tasso                | insieme omogeneo di Taxus baccata L.                                      | Arzana           | Nuoro             | Tedderieddu                      | 39°58′27.78″N 9°21′11.96″E | 1123     | no              | 321 med 390 max | 11,0 med 12,5 max | a) età e/o dimensioni, b) forma e portamento, f) pregio paesaggistico                                             |
| 40  | ginepro rosso        | Juniperus oxycedrus L. subsp. oxycedrus                                   | Arzana           | Nuoro             | Tedderieddu                      | 39°57′45.07″N 9°21′31.6″E  | 1029     | no              | 220-120         | 8                 | a) età e/o dimensioni, f) pregio paesaggistico                                                                    |
| 41  | leccio               | Quercus ilex L.                                                           | Arzana           | Nuoro             | Perreddu                         | 39°56′17.45″N 9°22′06.45″E | 860      | no              | 482             | 20                | a) età e/o dimensioni                                                                                             |
| 42  | olivastro            | Olea europaea subsp. oleaster (Hoffmanns. & Link)                         | Baunei           | Nuoro             | S. Maria Navarrese, piazza       | 39°59′18.98″N 9°41′20.36″E | 20       | si              | 905             | 10                | a) età e/o dimensioni, b) forma e portamento, f) pregio paesaggistico                                             |
| 43  | bagolaro             | Celtis australis L.                                                       | Baunei           | Nuoro             | S. Maria Navarrese, piazza       | 39°59′18.27″N 9°41′20.1″E  | 20       | si              | 367             | 8,5               | a) età e/o dimensioni, b) forma e portamento, g) valore storico, culturale, religioso                             |
| 44  | carrubo              | Ceratonia siliqua L.                                                      | Baunei           | Nuoro             | S. Maria Navarrese, piazza       | 39°59′20.57″N 9°41′20.67″E | 25       | si              | 332             | 8,5               | a) età e/o dimensioni, b) forma e portamento, g) valore storico, culturale, religioso                             |
| 45  | bagolaro             | Celtis australis L.                                                       | Baunei           | Nuoro             | San Pietro, Golgo                | 40°05′24.54″N 9°40′04.9″E  | 385      | no              | 525             | 20                | a) età e/o dimensioni, b) forma e portamento                                                                      |
| 46  | olivastro            | Olea europaea subsp. oleaster (Hoffmanns. & Link)                         | Baunei           | Nuoro             | San Pietro, Golgo                | 40°05′25.29″N 9°40′04.91″E | 386      | no              | 568             | 17                | a) età e/o dimensioni, b) forma e portamento                                                                      |
| 47  | sughera              | Quercus suber L.                                                          | Baunei           | Nuoro             | Ferir d'Abba                     | 40°05′57.88″N 9°39′53.61″E | 380      | no              | 450             | 14                | a) età e/o dimensioni, b) forma e portamento                                                                      |
| 48  | terebinto            | Pistacia terebinthus L.                                                   | Baunei           | Nuoro             | Sisiera                          | 40°03′35.24″N 9°43′12.81″E | 430      | no              | 233             | 6                 | a) età e/o dimensioni, b) forma e portamento                                                                      |
| 49  | leccio               | Quercus ilex L.                                                           | Baunei           | Nuoro             | Semida                           | 40°06′05.33″N 9°35′13.95″E | 569      | no              | 410             | 18                | a) età e/o dimensioni, b) forma e portamento                                                                      |
| 50  | leccio               | Quercus ilex L.                                                           | Baunei           | Nuoro             | Semida                           | 40°06′04.2″N 9°35′13.52″E  | 569      | no              | 480             | 11                | a) età e/o dimensioni, b) forma e portamento                                                                      |
| 51  | terebinto            | Pistacia terebinthus L.                                                   | Baunei           | Nuoro             | Aniddai                          | 40°05′19.12″N 9°41′00.89″E | 470      | no              | 220             | 5                 | a) età e/o dimensioni, b) forma e portamento                                                                      |
| 52  | ginepro fenicio      | Juniperus phoenicea L.                                                    | Baunei           | Nuoro             | Scala 'e Oggiastru               | 40°08′08.35″N 9°39′10.09″E | 355      | no              | 310             | 8,5               | a) età e/o dimensioni, b) forma e portamento                                                                      |
| 53  | ginepro fenicio      | Juniperus phoenicea L.                                                    | Baunei           | Nuoro             | Baccu 'e Pigas                   | 40°11′28.44″N 9°34′55.34″E | 450      | no              | 195             | 13                | a) età e/o dimensioni, b) forma e portamento                                                                      |
| 54  | noce comune          | Juglans regia L.                                                          | Belvì            | Nuoro             | S'Iscara                         | 39°58′47.89″N 9°11′05.16″E | 550      | si              | 330             | 18                | a) età e dimensioni, b) forma e portamento                                                                        |
| 55  | tasso                | Taxus baccata L.                                                          | Bolotana         | Nuoro             | Badde Salighes                   | 40°20′55.58″N 8°52′40″E    | 847      | no              | 770             | 15                | a) età e dimensioni, b) forma e portamento, c) valore ecologico                                                   |
| 56  | faggio               | Fagus sylvatica L.                                                        | Bolotana         | Nuoro             | Villa Piercy, Badde Salighes     | 40°20′59.1″N 8°52′46.91″E  | 847      | no              | 270             | 20                | e) architettura vegetale g) valore storico, culturale, religioso                                                  |
| 57  | abete di Spagna      | Abies pinsapo Boiss.                                                      | Bolotana         | Nuoro             | Villa Piercy, Badde Salighes     | 40°21′06.07″N 8°52′53.47″E | 847      | no              | 377             | 24                | a) età e/o dimensioni, d) rarità botanica                                                                         |
| 58  | agrifoglio           | Ilex aquifolium L.                                                        | Desulo           | Nuoro             | Funtanas                         | 40°01′54.06″N 9°14′50.04″E | 1345     | no              | 640             | 10                | a) età e/o dimensioni, b) forma e portamento                                                                      |
| 59  | leccio               | Quercus ilex L.                                                           | Gairo            | Nuoro             | Su Sammuccu                      | 39°54′31.09″N 9°25′26.28″E | 966      | no              | 600             | 11                | a) età e/o dimensioni, b) forma e portamento                                                                      |
| 60  | leccio               | Quercus ilex L.                                                           | Gairo            | Nuoro             | Su Sammuccu                      | 39°54′48.31″N 9°25′08.91″E | 990      | no              | 580             | 14                | a) età e/o dimensioni, b) forma e portamento                                                                      |
| 61  | leccio               | Quercus ilex L.                                                           | Gairo            | Nuoro             | Genna Perd'aria                  | 39°53′44.14″N 9°27′54.98″E | 977      | no              | 550             | 21                | a) età e/o dimensioni, b) forma e portamento                                                                      |
| 62  | leccio               | Quercus ilex L.                                                           | Gairo            | Nuoro             | Genna Perd'aria                  | 39°53′52.9″N 9°27′54.49″E  | 960      | no              | 500             | 19                | a) età e/o dimensioni, b) forma e portamento                                                                      |
| 63  | leccio               | Quercus ilex L.                                                           | Gairo            | Nuoro             | Su Sammuccu                      | 39°54′52.09″N 9°25′06.19″E | 980      | no              | 520             | 16                | a) età e/o dimensioni, b) forma e portamento                                                                      |
| 64  | sughera              | Quercus suber L.                                                          | Jerzu            | Nuoro             | Sa Canna                         | 39°45′53.63″N 9°33′52.21″E | 200      | no              | 460             | 10                | a) età e/o dimensioni                                                                                             |
| 65  | olivo                | Olea europaea L.                                                          | Jerzu            | Nuoro             | Sa Medada                        | 39°46′50.76″N 9°33′35.32″E | 270      | no              | 670             | 7                 | a) età e/o dimensioni                                                                                             |
| 66  | olivo                | Olea europaea L.                                                          | Jerzu            | Nuoro             | S'Ungroni is Murtas              | 39°47′52.57″N 9°35′03.54″E | 90       | no              | 800             | 10                | a) età e/o dimensioni                                                                                             |
| 67  | pino delle Canarie   | Pinus canariensis Chr. P. Sim.                                            | Lanusei          | Nuoro             | stazione ferroviaria             | 39°52′35.67″N 9°32′54.01″E | 606      | si              | 360             | 22                | a) età e/o dimensioni, d) rarità botanica                                                                         |
| 68  | ginepro coccolone    | Juniperus oxycedrus L.                                                    | Onifai           | Nuoro             | Istiotta                         | 40°28′42.31″N 9°45′11.93″E | 440      | no              | 237             | 6,5               | a) età e/o dimensioni, b) forma e portamento                                                                      |
| 69  | cedro dell'Atlante   | Cedrus atlantica (Endl.) Carrière                                         | Orgosolo         | Nuoro             | Lapias                           | 40°08′07″N 9°24′05″E       | 880      | no              | 400             | 37                | a) età e/o dimensioni                                                                                             |
| 70  | pino laricio         | Pinus nigra subsp. laricio Maire                                          | Orgosolo         | Nuoro             | Montes, Funtana Bona             | 40°07′04.49″N 9°23′57.04″E | 950      | no              | 390             | 29                | a) età e/o dimensioni                                                                                             |
| 71  | leccio               | Quercus ilex L.                                                           | Orgosolo         | Nuoro             | Frucu Ena                        | 40°09′47.34″N 9°20′47.96″E | 970      | no              | 400             | 11                | a) età e/o dimensioni, f) pregio paesaggistico                                                                    |
| 72  | sughera              | Quercus suber L.                                                          | Orune            | Nuoro             | Pilosu                           | 40°24′47.6″N 9°18′13.79″E  | 780      | no              | 470             | 18,5              | a) età e/o dimensioni, b) forma e portamento                                                                      |
| 73  | sughera              | Quercus suber L.                                                          | Orune            | Nuoro             | Sa Tuppa                         | 40°24′46.82″N 9°17′24.4″E  | 750      | no              | 620             | 21,5              | a) età e/o dimensioni, b) forma e portamento                                                                      |
| 74  | leccio               | Quercus ilex L.                                                           | Orune            | Nuoro             | Schina sos Settiles              | 40°23′17.82″N 9°21′29.94″E | 670      | no              | 720             | 16                | a) età e/o dimensioni, b) forma e portamento                                                                      |
| 75  | leccio               | Quercus ilex L.                                                           | Orune            | Nuoro             | Sa Matta                         | 40°23′01.63″N 9°20′59.15″E | 653      | no              | 385             | 13                | a) età e/o dimensioni, b) forma e portamento                                                                      |
| 76  | sughera              | Quercus suber L.                                                          | Orune            | Nuoro             | Sa Matta                         | 40°23′03.41″N 9°20′59.5″E  | 662      | no              | 489             | 19                | a) età e/o dimensioni, b) forma e portamento                                                                      |
| 77  | leccio               | Quercus ilex L.                                                           | Osini            | Nuoro             | Geducci                          | 39°49′09.68″N 9°26′11.29″E | 800      | no              | 470             | 14                | a) età e/o dimensioni                                                                                             |
| 78  | leccio               | Quercus ilex L.                                                           | Osini            | Nuoro             | Geducci                          | 39°49′14.96″N 9°26′13.72″E | 800      | no              | 560             | 10,5              | a) età e/o dimensioni                                                                                             |
| 79  | leccio               | Quercus ilex L.                                                           | Osini            | Nuoro             | Mortu Marci                      | 39°49′22.13″N 9°26′29.29″E | 820      | no              | 470             | 14                | a) età e/o dimensioni, b) forma e portamento                                                                      |
| 80  | leccio               | Quercus ilex L.                                                           | Osini            | Nuoro             | Trucculu                         | 39°49′05.84″N 9°28′19.47″E | 810      | no              | 360-230         | 15                | a) età e/o dimensioni, b) forma e portamento                                                                      |
| 81  | lentisco             | Pistacia lentiscus L.                                                     | Siniscola        | Nuoro             | Berchida                         | 40°29′13.8″N 9°48′05.04″E  | 7        | no              | 180             | 9                 | a) età e dimensioni, f) pregio paesaggistico                                                                      |
| 82  | corbezzolo           | Arbutus unedo L.                                                          | Talana           | Nuoro             | Su Nurrone                       | 40°04′49.06″N 9°26′32.64″E | 1060     | no              | 310             | 10                | a) età e/o dimensioni                                                                                             |
| 83  | tasso                | Taxus baccata L.                                                          | Talana           | Nuoro             | S'Atharba                        | 40°04′25.52″N 9°26′37.68″E | 1090     | no              | 340             | 9,5               | a) età e/o dimensioni                                                                                             |
| 84  | tasso                | Taxus baccata L.                                                          | Talana           | Nuoro             | S'Atharba                        | 40°04′26.91″N 9°26′39.88″E | 1085     | no              | 390             | 6,5               | a) età e/o dimensioni                                                                                             |
| 85  | corbezzolo           | Arbutus unedo L.                                                          | Talana           | Nuoro             | S'Atharba                        | 40°04′28.62″N 9°26′41.08″E | 1090     | no              | 220             | 8                 | a) età e/o dimensioni                                                                                             |
| 86  | corbezzolo           | Arbutus unedo L.                                                          | Talana           | Nuoro             | S'Atharba                        | 40°04′27.69″N 9°26′39.72″E | 1090     | no              | 130             | 6,5               | a) età e/o dimensioni                                                                                             |
| 87  | roverella            | Quercus pubescens Willd.                                                  | Talana           | Nuoro             | Su Fundale                       | 40°00′19.51″N 9°26′02.6″E  | 930      | no              | 640             | 19                | a) età e/o dimensioni                                                                                             |
| 88  | leccio               | Quercus ilex L.                                                           | Talana           | Nuoro             | Su Fundale                       | 40°00′19.53″N 9°26′04.66″E | 930      | no              | 525             | 17                | a) età e/o dimensioni                                                                                             |
| 89  | tasso                | Taxus baccata L.                                                          | Talana           | Nuoro             | Sartzai                          | 40°01′47.73″N 9°28′23.4″E  | 1120     | no              | 400             | 6                 | a) età e/o dimensioni                                                                                             |
| 90  | corbezzolo           | Arbutus unedo L.                                                          | Talana           | Nuoro             | S'Atharba                        | 40°04′27.72″N 9°26′40.23″E | 1070     | no              | 170-100         | 8                 | a) età e/o dimensioni                                                                                             |
| 91  | corbezzolo           | Arbutus unedo L.                                                          | Talana           | Nuoro             | Sa Semida                        | 40°04′34.09″N 9°27′00.66″E | 1020     | no              | 65/100/120/135  | 7                 | a) età e/o dimensioni                                                                                             |
| 92  | ranno di Sardegna    | Rhamnus persicifolia Moris                                                | Talana           | Nuoro             | Tonnai                           | 40°02′53.62″N 9°26′24.63″E | 1120     | no              | 112             | 4,5               | d) rarità botanica                                                                                                |
| 93  | agrifoglio           | Ilex aquifolium L.                                                        | Talana           | Nuoro             | Istisighè                        | 40°03′39.74″N 9°28′51.11″E | 950      | no              | 310-165 -80     | 17,5              | a) età e/o dimensioni                                                                                             |
| 94  | ginepro fenicio      | Juniperus phoenicea L.                                                    | Tertenia         | Nuoro             | Foxi Murdegu                     | 39°39′55.16″N 9°39′08.81″E | 2        | no              | 210             | 6                 | a) età e/o dimensioni                                                                                             |
| 95  | carrubo              | Ceratonia siliqua L.                                                      | Tertenia         | Nuoro             | Foxiggedda                       | 39°41′33.02″N 9°38′58.44″E | 10       | no              | 340/280         | 10                | a) età e/o dimensioni, e) architettura vegetale                                                                   |
| 96  | olivastro            | Olea europaea subsp. oleaster (Hoffmanns. & Link)                         | Tertenia         | Nuoro             | Corongiu                         | 39°41′19.22″N 9°34′17.9″E  | 120      | no              | 700             | 8                 | a) età e/o dimensioni, b) forma e portamento                                                                      |
| 97  | olivo                | Olea europaea L.                                                          | Tertenia         | Nuoro             | Pardesua, Corongiu               | 39°41′31.46″N 9°34′07.33″E | 120      | no              | 600             | 6                 | a) età e/o dimensioni, b) forma e portamento                                                                      |
| 98  | olivastro            | Olea europaea subsp. oleaster (Hoffmanns. & Link)                         | Tertenia         | Nuoro             | Is Seddas                        | 39°42′15.51″N 9°32′32.92″E | 530      | no              | 470             | 10                | a) età e/o dimensioni, b) forma e portamento                                                                      |
| 99  | lentisco             | Pistacia lentiscus L.                                                     | Tertenia         | Nuoro             | Accu Lionaggi                    | 39°40′12.23″N 9°38′39.46″E | 20       | no              | 120-120 -120    | 5                 | a) età e/o dimensioni, b) forma e portamento                                                                      |
| 100 | fillirea             | Phillyrea latifolia L.                                                    | Tertenia         | Nuoro             | Tesonis                          | 39°42′22.41″N 9°39′52.15″E | 100      | no              | 290             | 8                 | a) età e/o dimensioni, b) forma e portamento                                                                      |
| 101 | olivo                | Olea europaea L.                                                          | Tertenia         | Nuoro             | Corongiu, Santa Lucia            | 39°41′16.98″N 9°34′17.42″E | 120      | no              | 360/310         | 7                 | a) età e/o dimensioni, b) forma e portamento                                                                      |
| 102 | carrubo              | Ceratonia siliqua L.                                                      | Tertenia         | Nuoro             | Su Concali                       | 39°40′50.89″N 9°38′40.24″E | 40       | si              | 430-190         | 6                 | a) età e/o dimensioni                                                                                             |
| 103 | olivo                | Olea europaea L.                                                          | Tertenia         | Nuoro             | Su Concali                       | 39°40′51.06″N 9°38′37.98″E | 45       | si              | 600             | 5                 | a) età e/o dimensioni, b) forma e portamento                                                                      |
| 104 | sughera              | Quercus suber L.                                                          | Tertenia         | Nuoro             | San Nicola                       | 39°43′06.43″N 9°34′16.3″E  | 250      | no              | 360             | 14                | a) età e/o dimensioni, b) forma e portamento                                                                      |
| 105 | lentisco             | Pistacia lentiscus L.                                                     | Tertenia         | Nuoro             | Baccu Longu                      | 39°39′41.47″N 9°36′59.42″E | 300      | no              | 160             | 5                 | a) età e/o dimensioni, b) forma e portamento                                                                      |
| 106 | olivastro            | Olea europaea subsp. oleaster (Hoffmanns. & Link)                         | Tertenia         | Nuoro             | Tacchixeddu                      | 39°40′14.51″N 9°32′55.22″E | 480      | no              | 250             | 4                 | a) età e/o dimensioni, b) forma e portamento                                                                      |
| 107 | lentisco             | Pistacia lentiscus L.                                                     | Tertenia         | Nuoro             | Tacchixeddu                      | 39°39′48.34″N 9°33′01.9″E  | 400      | no              | 170             | 5                 | a) età e/o dimensioni, b) forma e portamento                                                                      |
| 108 | pero mandorlino      | Pyrus amygdaliformis Vill.                                                | Tertenia         | Nuoro             | Calafrigus                       | 39°39′48.41″N 9°34′34.15″E | 100      | no              | 180             | 10                | a) età e/o dimensioni, b) forma e portamento                                                                      |
| 109 | leccio               | Quercus ilex L.                                                           | Tertenia         | Nuoro             | Miniera Talentinu                | 39°42′18.74″N 9°32′43.73″E | 380      | no              | 480             | 10                | a) età e/o dimensioni                                                                                             |
| 110 | castagno             | Castanea sativa Mill.                                                     | Tonara           | Nuoro             | Bau De Carru, Curadore           | 40°01′12″N 9°08′38″E       | 1060     | no              | 860             | 10                | a) età e/o dimensioni, b) forma e portamento f) pregio paesaggistico                                              |
| 111 | corbezzolo           | Arbutus unedo L.                                                          | Torpè            | Nuoro             | Traimento                        | 40°40′31″N 9°36′16″E       | 410      | no              | 255             | 15                | a) età e dimensioni, f) pregio paesaggistico                                                                      |
| 112 | leccio               | Quercus ilex L.                                                           | Ulassai          | Nuoro             | Su Stainu, Funt. Abba Frida      | 39°48′24.94″N 9°25′57.08″E | 880      | no              | 620             | 17                | a) età e/o dimensioni, b) forma e portamento                                                                      |
| 113 | olivastro            | Olea europaea subsp. oleaster (Hoffmanns. & Link)                         | Ulassai          | Nuoro             | Bruncu Ogliastu                  | 39°43′45.7″N 9°25′29.38″E  | 700      | no              | 520             | 6,5               | a) età e/o dimensioni                                                                                             |
| 114 | terebinto            | Pistacia terebinthus L.                                                   | Ulassai          | Nuoro             | Su Stainu, Funt. Abba Frida      | 39°48′20.82″N 9°25′57.81″E | 780      | no              | 200             | 8                 | a) età e/o dimensioni, b) forma e portamento                                                                      |
| 115 | leccio               | Quercus ilex L.                                                           | Ulassai          | Nuoro             | Su Stainu                        | 39°48′02.44″N 9°25′34.95″E | 860      | no              | 550             | 16                | a) età e/o dimensioni                                                                                             |
| 116 | pero domestico       | Pyrus communis L.                                                         | Ulassai          | Nuoro             | Barigau                          | 39°48′35.92″N 9°29′39.34″E | 720      | no              | 280             | 15,5              | a) età e/o dimensioni                                                                                             |
| 117 | olivastro            | Olea europaea subsp. oleaster (Hoffmanns. & Link)                         | Ulassai          | Nuoro             | Sa Sarmenta, Murtargiu           | 39°42′34.16″N 9°25′58.8″E  | 510      | no              | 370-330 -280    | 14                | a) età e/o dimensioni, b) forma e portamento                                                                      |
| 118 | tasso                | Taxus baccata L.                                                          | Urzulei          | Nuoro             | Campu sa Carcara                 | 40°09′58.03″N 9°29′13.6″E  | 782      | no              | 380             | 11                | a) età e/o dimensioni, b) forma e portamento, c) valore ecologico                                                 |
| 119 | tasso                | Taxus baccata L.                                                          | Urzulei          | Nuoro             | Matari                           | 40°08′32.19″N 9°28′23.21″E | 900      | no              | 500             | 17                | a) età e/o dimensioni, b) forma e portamento, c) valore ecologico                                                 |
| 120 | vite selvatica       | Vitis vinifera subsp. sylvestris (C.C. Gmel.) Hegi                        | Urzulei          | Nuoro             | Baccu Abiladesti                 | 40°09′51.08″N 9°32′04.56″E | 700      | no              | 40-30-20        | 15                | a) età e/o dimensioni, b) forma e portamento, c) valore ecologico, d) rarità botanica                             |
| 121 | ontano nero          | Alnus glutinosa (L.) Gaertn.                                              | Urzulei          | Nuoro             | Iscartari                        | 40°07′43.08″N 9°33′09.72″E | 440      | no              | 435             | 15,5              | a) età e/o dimensioni, b) forma e portamento                                                                      |
| 122 | tasso                | Taxus baccata L.                                                          | Urzulei          | Nuoro             | Iscra Olidanesa                  | 40°07′02.89″N 9°27′53.61″E | 945      | no              | 390-335         | 11                | a) età e/o dimensioni, b) forma e portamento, c) valore ecologico, f) pregio paesaggistico                        |
| 123 | leccio               | Quercus ilex L.                                                           | Urzulei          | Nuoro             | Costa 'e Silana                  | 40°10′27.18″N 9°30′16.98″E | 760      | no              | 820             | 25                | a) età e/o dimensioni                                                                                             |
| 124 | corbezzolo           | Arbutus unedo L.                                                          | Urzulei          | Nuoro             | Costa 'e Silana                  | 40°10′19.79″N 9°30′14.64″E | 780      | no              | 380             | 8                 | a) età e/o dimensioni                                                                                             |
| 125 | leccio-sughera       | Quercus x morisii Borzì                                                   | Urzulei          | Nuoro             | Predosu                          | 40°10′33.05″N 9°32′26.2″E  | 830      | no              | 210             | 9                 | a) età e/o dimensioni, d) rarità botanica                                                                         |
| 126 | ginepro coccolone    | Juniperus oxycedrus L.                                                    | Urzulei          | Nuoro             | Baccu Ostinu                     | 40°07′29.83″N 9°33′48.02″E | 770      | no              | 470             | 12,5              | a) età e/o dimensioni, b) forma e portamento                                                                      |
| 127 | acero minore         | Acer monspessolanum L.                                                    | Villagrande Str. | Nuoro             | Corte de Marceddu                | 39°59′01.7″N 9°25′51.44″E  | 884      | no              | 357             | 14                | a) età e/o dimensioni                                                                                             |
| 128 | ginepro comune       | Juniperus communis L.                                                     | Villagrande Str. | Nuoro             | Lathoracesas                     | 40°00′25.8″N 9°24′05.29″E  | 857      | no              | 480             | 8                 | a) età e/o dimensioni                                                                                             |
| 129 | leccio               | Quercus ilex L.                                                           | Villagrande Str. | Nuoro             | Luli                             | 39°59′35.9″N 9°26′49.85″E  | 873      | no              | 578             | 19                | a) età e/o dimensioni                                                                                             |
| 130 | leccio               | Quercus ilex L.                                                           | Villagrande Str. | Nuoro             | Sa Menta                         | 39°58′38.91″N 9°27′55.5″E  | 849      | no              | 790             | 21                | a) età e/o dimensioni                                                                                             |
| 131 | leccio               | Quercus ilex L.                                                           | Villagrande Str. | Nuoro             | Porcu Abba                       | 39°59′45.83″N 9°24′55.37″E | 924      | no              | 580             | 14,5              | a) età e/o dimensioni                                                                                             |
| 132 | leccio               | insieme omogeneo di 'Quercus ilex L.                                      | Villagrande Str. | Nuoro             | Erbelatzoris                     | 39°59′28.17″N 9°20′31.63″E | 1135     | no              | 510 med 550 max | 6,0 med 6,5 max   | a) età e/o dimensioni, b) forma e portamento                                                                      |
| 133 | leccio               | Quercus ilex L.                                                           | Villagrande Str. | Nuoro             | Pirasola                         | 39°59′18.21″N 9°27′08.79″E | 933      | no              | 590             | 25                | a) età e/o dimensioni                                                                                             |
| 134 | leccio               | Quercus ilex L.                                                           | Villagrande Str. | Nuoro             | Sa Omo e s'Ulimu                 | 39°59′33.16″N 9°27′00.75″E | 892      | no              | 520             | 15                | a) età e/o dimensioni                                                                                             |
| 135 | leccio               | Quercus ilex L.                                                           | Villagrande Str. | Nuoro             | Pirasola                         | 39°59′09.12″N 9°27′10.88″E | 933      | no              | 510             | 7                 | a) età e/o dimensioni                                                                                             |
| 136 | leccio               | Quercus ilex L.                                                           | Villagrande Str. | Nuoro             | Sa Menta                         | 39°58′38.28″N 9°27′58.95″E | 850      | no              | 735             | 11                | a) età e/o dimensioni                                                                                             |
| 137 | leccio               | Quercus ilex L.                                                           | Villagrande Str. | Nuoro             | Sa Menta                         | 39°58′34.94″N 9°27′58.89″E | 848      | no              | 647             | 24                | a) età e/o dimensioni                                                                                             |
| 138 | roverella            | Quercus pubescens Willd.                                                  | Villagrande Str. | Nuoro             | Sarcerie                         | 39°57′51.89″N 9°27′19.26″E | 902      | no              | 687             | 23                | a) età e/o dimensioni                                                                                             |
| 139 | albero della canfora | Cinnamomun camphora T. Nees et Eberm                                      | Arborea          | Orsistano         | parco del Direttore              | 39°46′33.06″N 8°34′54.47″E | 7        | si              | 271             | 17                | a) età e/o dimensioni, d) rarità botanica                                                                         |
| 140 | olivastro            | Olea europaea subsp. oleaster (Hoffmanns. & Link)                         | Cuglieri         | Oristano          | Tanca Manna                      | 40°11′49.71″N 8°32′56.75″E | 245      | no              | 1000            | 16,5              | a) età e/o dimensioni                                                                                             |
| 141 | roverella            | Quercus pubescens Willd.                                                  | Curcuris         | Oristano          | Cuccuru Perda Mogoro             | 39°44′38.04″N 8°50′15.32″E | 118      | no              | 330             | 19                | a) età e/o dimensioni, b) forma e portamento                                                                      |
| 142 | tiglio selvatico     | Tilia cordata Mill.                                                       | Laconi           | Oristano          | Su Dominariu                     | 39°52′07.41″N 9°08′03.57″E | 818      | no              | 210             | 15,5              | a) età e/o dimensioni, b) forma e portamento                                                                      |
| 143 | cedro del Libano     | Cedrus libani A. Richard                                                  | Laconi           | Oristano          | parco Aymerich                   | 39°51′15.06″N 9°03′21.16″E | 540      | si              | 440             | 29                | a) età e/o dimensioni, f) pregio paesaggistico                                                                    |
| 144 | olivastro            | Olea europaea subsp. oleaster (Hoffmanns. & Link)                         | Laconi           | Oristano          | nuraghe Orrubiu                  | 39°53′54.22″N 9°00′20.48″E | 450      | no              | 670             | 15                | a) età e/o dimensioni                                                                                             |
| 145 | platano orientale    | Platanus orientalis L.                                                    | Laconi           | Oristano          | parco Aymerich                   | 39°51′24.99″N 9°03′18.18″E | 580      | si              | 450             | 25                | a) età e/o dimensioni                                                                                             |
| 146 | corbezzolo           | Arbutus unedo L.                                                          | Laconi           | Oristano          | parco Aymerich                   | 39°51′15.06″N 9°03′23.75″E | 550      | si              | 104             | 7,5               | a) età e/o dimensioni, b) forma e portamento                                                                      |
| 147 | lentisco             | Pistacia lentiscus L.                                                     | Laconi           | Oristano          | Gedilis                          | 39°51′29.38″N 9°01′28.42″E | 400      | no              | 290             | 8                 | a) età e/o dimensioni                                                                                             |
| 148 | gelso nero           | Morus nigra L.                                                            | Laconi           | Oristano          | Abbafrida                        | 39°49′02.72″N 9°03′38.51″E | 400      | no              | 480             | 7,5               | a) età e/o dimensioni                                                                                             |
| 149 | faggio pendulo       | Fagus sylvatica L.                                                        | Laconi           | Oristano          | Giardino Aymerich                | 39°51′15.81″N 9°03′16.28″E | 500      | si              | 155             | 13,5              | d) rarità botanica, f) pregio paesaggistico                                                                       |
| 150 | collezia a croce     | Colletia cruciata Gill & Hook.                                            | Laconi           | Oristano          | Giardino Aymerich                | 39°51′16.75″N 9°03′17.75″E | 500      | si              | 30              | 4                 | a) età e/o dimensioni                                                                                             |
| 151 | roverella            | Quercus pubescens Willd.                                                  | Laconi           | Oristano          | Funtana Luscia                   | 39°52′41.13″N 9°00′09.97″E | 240      | no              | 370             | 18,5              | a) età e/o dimensioni                                                                                             |
| 152 | leccio               | Quercus ilex L.                                                           | Laconi           | Oristano          | Sinzilesu                        | 39°52′49.18″N 8°59′48.84″E | 230      | no              | 510             | 22,5              | a) età e/o dimensioni                                                                                             |
| 153 | roverella            | Quercus pubescens Willd.                                                  | Laconi           | Oristano          | Lardai                           | 39°53′52.27″N 9°03′46.1″E  | 450      | no              | 400             | 18                | a) età e/o dimensioni                                                                                             |
| 154 | sughera              | Quercus suber L.                                                          | Norbello         | Oristano          | Santa Vittoria, Pardu 'e Sella   | 40°09′12.06″N 8°50′04.93″E | 321      | no              | 412             | 14                | a) età e/o dimensioni                                                                                             |
| 155 | castagno             | Castanea sativa Mill.                                                     | Santu Lussurgiu  | Oristano          | S. Leonardo di Siete Fuentes     | 40°10′45.96″N 8°39′51.02″E | 684      | si              | 477-63          | 11,5              | a) età e/o dimensioni, c) valore ecologico                                                                        |
| 156 | leccio               | Quercus ilex L.                                                           | Seneghe          | Oristano          | Birdambulis                      | 40°06′52.67″N 8°34′37.91″E | 750      | no              | 580             | 13                | a) età e dimensioni, b) forma e portamento                                                                        |
| 157 | olivo                | Olea europaea L.                                                          | Sini             | Oristano          | parco comunale, via Argiolas     | 39°45′05.78″N 8°54′14.62″E | 230      | si              | 775             | 8                 | a) età e dimensioni, b) forma e portamento                                                                        |
| 158 | bagolaro             | Celtis australis L.                                                       | Soddì            | Oristano          | via Torino                       | 40°07′43.77″N 8°52′37.47″E | 252      | si              | 320             | 9                 | a) età e/o dimensioni                                                                                             |
| 159 | sughera              | Quercus suber L.                                                          | Usellus          | Oristano          | Pitixi                           | 39°50′51.89″N 8°49′41.4″E  | 200      | no              | 525             | 16                | a) età e/o dimensioni                                                                                             |
| 160 | olivastro            | Olea europaea subsp. oleaster (Hoffmanns. & Link)                         | Villanova Trus.  | Oristano          | San Gemiliano                    | 40°00′01.58″N 8°45′00.28″E | 56       | no              | 600             | 12                | a) età e/o dimensioni                                                                                             |
| 161 | fillirea             | Phillyrea latifolia L.                                                    | Villaurbana      | Oristano          | Sa Meliana                       | 39°51′28.99″N 8°47′02.39″E | 287      | no              | 156             | 5                 | a) età e/o dimensioni, b) forma e portamento                                                                      |
| 162 | faggio               | Fagus sylvatica L.                                                        | Anela            | Sassari           | Caserma forestale                | 40°27′13.16″N 9°01′33.06″E | 999      | no              | 232             | 28                | a) età e/o dimensioni                                                                                             |
| 163 | ginestra dell'Etna   | insieme omogeneo di Genista aetnensis (Biv.) DC.                          | Berchidda        | Sassari           | Sa Rujas                         | 40°45′18.92″N 9°08′46.45″E | 173      | no              | 167 med 197 max | 8,5 med 10,0 max  | a) età e/o dimensioni, f) pregio paesaggistico                                                                    |
| 164 | tasso                | Taxus baccata L.                                                          | Bono             | Sassari           | Sos Nibberos                     | 40°25′24″N 8°59′43″E       | 1033     | no              | 530             | 19                | a) età e/o dimensioni, b) forma e portamento d) rarità botanica                                                   |
| 165 | castagno             | Castanea sativa Mill.                                                     | Bortigiadas      | Sassari           | Filigheddu Comunali              | 40°53′43.19″N 9°02′57.53″E | 506      | no              | 585             | 19                | a) età e/o dimensioni                                                                                             |
| 166 | sughera              | Quercus suber L.                                                          | Bottidda         | Sassari           | Pedra Ruja                       | 40°25′38″N 8°57′48″E       | 67       | no              | 474             | 12,5              | a) età e/o dimensioni, c) valore ecologico                                                                        |
| 167 | pino laricio         | Pinus nigra subsp. laricio Maire                                          | Bultei           | Sassari           | Su Tassu, Sa Fraigada            | 40°30′49.95″N 9°04′00.52″E | 954      | no              | 306             | 35                | d) rarità botanica                                                                                                |
| 168 | pino grigio          | Pinus sabiniana Douglas                                                   | Bultei           | Sassari           | Vivaio Fiorentini                | 40°31′50.9″N 9°02′38.97″E  | 954      | no              | 329             | 32                | d) rarità botanica                                                                                                |
| 169 | roverella            | Quercus pubescens Willd.                                                  | Cheremule        | Sassari           | Saludus a Deus                   | 40°28′33.35″N 8°40′13.87″E | 528      | no              | 625             | 11                | a) età e/o dimensioni, b) forma e portamento                                                                      |
| 170 | acero minore         | Acer monspessolanum L.                                                    | Illorai          | Sassari           | Bia 'e Fustes                    | 40°23′15.52″N 8°56′33.09″E | 820      | no              | 340             | 10                | a) età e/o dimensioni, c) valore ecologico                                                                        |
| 171 | acero minore         | Acer monspessolanum L.                                                    | Illorai          | Sassari           | Bia 'e Fustes                    | 40°23′19.41″N 8°56′36.87″E | 802      | no              | 300             | 14                | a) età e/o dimensioni, c) valore ecologico                                                                        |
| 172 | frassino meridionale | Fraxinus angustifolia Vahl subsp. oxycarpa (Willd.) Franco & Rocha Afonso | Illorai          | Sassari           | Bilinzanas                       | 40°23′19.92″N 8°55′29.3″E  | 852      | no              | 241             | 21                | a) età e/o dimensioni, c) valore ecologico                                                                        |
| 173 | edera                | Hedera helix L.                                                           | Illorai          | Sassari           | Bia 'e Fustes                    | 40°23′29.3″N 8°56′42.5″E   | 852      | no              | 120             | 14                | a) età e/o dimensioni                                                                                             |
| 174 | edera                | Hedera helix L.                                                           | Illorai          | Sassari           | Bilinzanas                       | 40°23′14.06″N 8°55′49.92″E | 884      | no              | 114             | 14                | a) età e/o dimensioni                                                                                             |
| 175 | leccio               | Quercus ilex L.                                                           | Illorai          | Sassari           | Fonte Ladorza                    | 40°24′09.19″N 8°56′25.62″E | 796      | no              | 490             | 16                | a) età e/o dimensioni, c) valore ecologico                                                                        |
| 176 | leccio               | Quercus ilex L.                                                           | Illorai          | Sassari           | nuraghe Muronese                 | 40°24′25.12″N 8°55′42.59″E | 795      | no              | 514             | 14                | a) età e/o dimensioni, c) valore ecologico                                                                        |
| 177 | leccio               | Quercus ilex L.                                                           | Illorai          | Sassari           | Sa Cariasa, Caddile              | 40°23′44.71″N 8°55′37.71″E | 818      | no              | 550             | 19                | a) età e/o dimensioni, c) valore ecologico                                                                        |
| 178 | leccio               | Quercus ilex L.                                                           | Illorai          | Sassari           | Bilinzanas                       | 40°23′20.82″N 8°56′00.47″E | 861      | no              | 700             | 13                | a) età e/o dimensioni, c) valore ecologico                                                                        |
| 179 | leccio               | Quercus ilex L.                                                           | Illorai          | Sassari           | Bilinzanas                       | 40°23′11.02″N 8°56′02.18″E | 820      | no              | 505             | 18                | a) età e/o dimensioni, c) valore ecologico                                                                        |
| 180 | roverella            | Quercus pubescens Willd.                                                  | Illorai          | Sassari           | Iscuvedè                         | 40°21′20.06″N 8°58′19.39″E | 864      | no              | 325             | 14                | c) valore ecologico                                                                                               |
| 181 | roverella            | Quercus pubescens Willd.                                                  | Illorai          | Sassari           | nuraghe Olostru                  | 40°23′39.59″N 8°56′50.08″E | 778      | no              | 519             | 9,5               | a) età e/o dimensioni, c) valore ecologico                                                                        |
| 182 | roverella            | Quercus pubescens Willd.                                                  | Illorai          | Sassari           | nuraghe Olostru                  | 40°23′58.4″N 8°56′41.63″E  | 778      | no              | 540             | 18,5              | a) età e/o dimensioni, c) valore ecologico                                                                        |
| 183 | roverella            | Quercus pubescens Willd.                                                  | Illorai          | Sassari           | Fonte Ladorza                    | 40°24′13.67″N 8°56′34.44″E | 778      | no              | 530             | 8,5               | a) età e/o dimensioni, c) valore ecologico                                                                        |
| 184 | roverella            | Quercus pubescens Willd.                                                  | Illorai          | Sassari           | Fonte Ladorza                    | 40°24′13.04″N 8°56′09.24″E | 778      | no              | 505             | 18                | a) età e/o dimensioni, c) valore ecologico                                                                        |
| 185 | roverella            | Quercus pubescens Willd.                                                  | Illorai          | Sassari           | Bilinzanas                       | 40°23′23.26″N 8°55′22.93″E | 859      | no              | 427             | 21                | a) età e/o dimensioni, c) valore ecologico                                                                        |
| 186 | roverella            | Quercus pubescens Willd.                                                  | Illorai          | Sassari           | Bilinzanas, Sa Melabrina         | 40°23′20.67″N 8°55′35.02″E | 843      | no              | 770             | 30                | a) età e/o dimensioni, c) valore ecologico, f) pregio paesaggistico                                               |
| 187 | roverella            | Quercus pubescens Willd.                                                  | Illorai          | Sassari           | nuraghe Murones                  | 40°24′22.65″N 8°55′40.05″E | 804      | no              | 386             | 11,5              | a) età e/o dimensioni, c) valore ecologico                                                                        |
| 188 | roverella            | Quercus pubescens Willd.                                                  | Illorai          | Sassari           | Antunnales                       | 40°24′27.25″N 8°55′27.95″E | 762      | no              | 410             | 13,5              | a) età e/o dimensioni, c) valore ecologico                                                                        |
| 189 | roverella            | Quercus pubescens Willd.                                                  | Illorai          | Sassari           | Sa Cariasa, Caddile              | 40°23′44.77″N 8°55′42.5″E  | 800      | no              | 534             | 20                | a) età e/o dimensioni, c) valore ecologico                                                                        |
| 190 | roverella            | Quercus pubescens Willd.                                                  | Illorai          | Sassari           | nuraghe Mannuri                  | 40°21′15.49″N 8°58′28.34″E | 847      | no              | 512             | 30                | a) età e/o dimensioni                                                                                             |
| 191 | roverella            | Quercus pubescens Willd.                                                  | Illorai          | Sassari           | Bia 'e Fustes, M.Sant'Ainzu      | 40°23′32.67″N 8°56′20.69″E | 850      | no              | 640             | 23                | a) età e/o dimensioni, c) valore ecologico                                                                        |
| 192 | roverella            | Quercus pubescens Willd.                                                  | Illorai          | Sassari           | Bilinzanas                       | 40°23′14.06″N 8°55′49.15″E | 886      | no              | 730             | 25                | a) età e/o dimensioni, c) valore ecologico                                                                        |
| 193 | roverella            | Quercus pubescens Willd.                                                  | Illorai          | Sassari           | Bilinzanas                       | 40°23′20.26″N 8°55′52.54″E | 875      | no              | 592             | 25                | a) età e/o dimensioni, c) valore ecologico                                                                        |
| 194 | roverella            | Quercus pubescens Willd.                                                  | Illorai          | Sassari           | Iscuvudè                         | 40°21′14.22″N 8°58′13.29″E | 884      | no              | 464             | 16                | a) età e/o dimensioni, b) forma e portamento, c) valore ecologico                                                 |
| 195 | pino domestico       | Pinus pinea L.                                                            | La Maddalena     | Sassari           | Caprera, casa Garibaldi          | 41°12′59″N 9°27′41″E       | 40       | si              | 260             | 10                | a) età e/o dimensioni, g) valore storico, culturale, religioso                                                    |
| 196 | sughera              | Quercus suber L.                                                          | Luogosanto       | Sassari           | Crisciuleddu                     | 41°03′23.73″N 9°11′27.95″E | 166      | no              | 460             | 20                | a) età e/o dimensioni                                                                                             |
| 197 | lentisco             | insieme omogeneo di Pistacia lentiscus L.                                 | Luras            | Sassari           | Li Espi                          | 41°00′32.28″N 9°16′00.81″E | 225      | no              | 493 med 572 max | 7,5 med 8,0 max   | a) età e/o dimensioni                                                                                             |
| 198 | olivastro            | Olea europaea subsp. oleaster (Hoffmanns. & Link)                         | Luras            | Sassari           | Li Espi                          | 41°00′32.45″N 9°16′00.72″E | 225      | no              | 880             | 11                | a) età e/o dimensioni                                                                                             |
| 199 | olivastro            | Olea europaea subsp. oleaster (Hoffmanns. & Link)                         | Luras            | Sassari           | Santu Baltolu                    | 41°00′23.88″N 9°15′18.01″E | 235      | no              | 1154            | 14                | a) età e/o dimensioni                                                                                             |
| 200 | olivastro            | Olea europaea subsp. oleaster (Hoffmanns. & Link)                         | Luras            | Sassari           | Santu Baltolu                    | 41°00′26.28″N 9°15′18.66″E | 235      | no              | 540             | 8                 | a) età e/o dimensioni                                                                                             |
| 201 | gelso nero           | Morus nigra L.                                                            | Olbia            | Sassari           | Maria Rocca                      | 40°54′46.16″N 9°29′30.58″E | 10       | si              | 450             | 8                 | a) età e/o dimensioni, b) forma e portamento                                                                      |
| 202 | olivastro            | Olea europaea subsp. oleaster (Hoffmanns. & Link)                         | Padru            | Sassari           | Budò                             | 40°47′02.55″N 9°33′57.51″E | 159      | no              | 700             | 10                | a) età e/o dimensioni, b) forma e portamento                                                                      |
| 203 | pero selvatico       | Pyrus pyraster (L.) Burgsd.                                               | Padru            | Sassari           | Budò                             | 40°47′08.42″N 9°34′02.02″E | 161      | no              | 190             | 9                 | a) età e/o dimensioni, b) forma e portamento                                                                      |
| 204 | cipresso di Monterey | Cupressus macrocarpa Hartw.                                               | Sassari          | Sassari           | Mandra di la Giua                | 40°46′06.66″N 8°30′53.17″E | 82       | no              | 630             | 12                | a) età e/o dimensioni, b) forma e portamento                                                                      |
| 205 | leccio               | Quercus ilex L.                                                           | Sassari          | Sassari           | Pala Marrone                     | 40°44′47.97″N 8°17′23.97″E | 160      | no              | 492             | 18                | a) età e/o dimensioni                                                                                             |
| 206 | leccio               | Quercus ilex L.                                                           | Sassari          | Sassari           | San Pietro in Silki              | 40°43′06.78″N 8°32′57.58″E | 188      | si              | 415             | 14                | a) età e/o dimensioni                                                                                             |
| 207 | tamerice maggiore    | Tamarix africana Poir.                                                    | Sassari          | Sassari           | Monti di Bidda                   | 40°45′52.37″N 8°14′53.91″E | 95       | no              | 380             | 8                 | a) età e/o dimensioni, d) rarità botanica                                                                         |
| 208 | sequoia sempreverde  | insieme omogeneo di Sequoia sempervirens (D. Don) Endl.                   | Tempio P.        | Sassari           | Vallicciola                      | 40°51′03.45″N 9°09′04.15″E | 1054     | no              | 248 med 325 max | 29,0 med 35,0 max | |
| 209 | leccio               | Quercus ilex L.                                                           | Tergu            | Sassari           | Ciricu                           | 40°51′50.45″N 8°41′35.66″E | 303      | no              | 590             | 11                | a) età e/o dimensioni, c) valore ecologico                                                                        |
| 210 | leccio               | Quercus ilex L.                                                           | Tergu            | Sassari           | Ciricu                           | 40°51′58.18″N 8°41′38.65″E | 276      | no              | 435             | 15,5              | a) età e/o dimensioni, c) valore ecologico                                                                        |
| 211 | roverella            | Quercus pubescens Willd.                                                  | Tergu            | Sassari           | Agriturismo la Fattoria          | 40°52′51.06″N 8°43′29.12″E | 205      | no              | 455             | 18                | a) età e/o dimensioni, c) valore ecologico                                                                        |
| 212 | frassino meridionale | Fraxinus angustifolia Vahl                                                | Barumini         | Sud Sardegna      | Ponti                            | 39°41′27.66″N 9°00′59.34″E | 165      | no              | 300             | 18                | a) età e/o dimensioni, b) forma e portamento                                                                      |
| 213 | ginepro coccolone    | Juniperus oxycedrus L.                                                    | Buggerru         | Sud Sardegna      | Su Medau de Duiliu               | 39°26′26.21″N 8°24′55.82″E | 40       | no              | 274             | 7                 | a) età e/o dimensioni, b) forma e portamento, c) valore ecologico, f) pregio paesaggistico                        |
| 214 | olivo                | Olea europaea L.                                                          | Buggerru         | Sud Sardegna      | Gutturu Mandara                  | 39°26′35.25″N 8°26′25.78″E | 78       | no              | 435             | 6                 | a) età e/o dimensioni, b) forma e portamento                                                                      |
| 215 | pino domestico       | Pinus pinea L.                                                            | Buggerru         | Sud Sardegna      | Su Landiri Marru                 | 39°26′32.8″N 8°25′16.94″E  | 62       | no              | 510             | 17                | a) età e/o dimensioni                                                                                             |
| 216 | ginepro coccolone    | Juniperus oxycedrus L.                                                    | Fluminimaggiore  | Sud Sardegna      | Fighezia                         | 39°27′41.05″N 8°26′21.4″E  | 164      | no              | 280             | 8                 | a) età e/o dimensioni, b) forma e portamento                                                                      |
| 217 | pino domestico       | Pinus pinea L.                                                            | Fluminimaggiore  | Sud Sardegna      | Fighezia                         | 39°27′12.83″N 8°30′04.1″E  | 48       | no              | 470             | 15                | a) età e/o dimensioni                                                                                             |
| 218 | roverella            | Quercus pubescens Willd.                                                  | Fluminimaggiore  | Sud Sardegna      | Antas                            | 39°23′26.74″N 8°30′04.04″E | 375      | no              | 270             | 13                | b) forma e portamento, d) rarità botanica                                                                         |
| 219 | sughera              | Quercus suber L.                                                          | Fluminimaggiore  | Sud Sardegna      | Antas                            | 39°23′33.38″N 8°30′09.64″E | 387      | no              | 470             | 10                | a) età e/o dimensioni, b) forma e portamento                                                                      |
| 220 | olivo                | Olea europaea L.                                                          | Fluminimaggiore  | Sud Sardegna      | Caunsedda                        | 39°26′29.49″N 8°30′50.3″E  | 220      | no              | 560             | 8                 | a) età e/o dimensioni, b) forma e portamento                                                                      |
| 221 | olivo                | Olea europaea L.                                                          | Fluminimaggiore  | Sud Sardegna      | Genna Cinixiu                    | 39°26′54.4″N 8°29′32.56″E  | 150      | no              | 700             | 7                 | a) età e/o dimensioni, b) forma e portamento, c) valore ecologico                                                 |
| 222 | olivo                | Olea europaea L.                                                          | Genuri           | Sud Sardegna      | Porcilis                         | 39°44′23.06″N 8°55′25.58″E | 227      | no              | 620             | 6                 | a) età e/o dimensioni, b) forma e portamento                                                                      |
| 223 | olivo                | Olea europaea L.                                                          | Genuri           | Sud Sardegna      | Mitza Salida, San Marco          | 39°44′31.52″N 8°55′43.15″E | 235      | no              | 460             | 6,5               | a) età e/o dimensioni                                                                                             |
| 224 | olivo                | Olea europaea L.                                                          | Genuri           | Sud Sardegna      | chiesa San Domino                | 39°44′46.43″N 8°55′26.36″E | 240      | si              | 470             | 6                 | a) età e/o dimensioni, b) forma e portamento                                                                      |
| 225 | olivo                | Olea europaea L.                                                          | Genuri           | Sud Sardegna      | Zinnigas, Cungiau A. Casu        | 39°44′37.97″N 8°55′06.65″E | 235      | no              | 600             | 4                 | a) età e/o dimensioni, b) forma e portamento                                                                      |
| 226 | eucalitto blu        | Eucalyptus globulus Labill.                                               | Gesturi          | Sud Sardegna      | Ortu de Corti                    | 39°42′54.63″N 9°02′09.6″E  | 195      | no              | 580             | 30                | a) età e/o dimensioni                                                                                             |
| 227 | pino domestico       | Pinus pinea L.                                                            | Gesturi          | Sud Sardegna      | Pranu Spedu                      | 39°44′21.3″N 9°03′18.39″E  | 258      | no              | 420             | 22                | a) età e/o dimensioni, b) forma e portamento                                                                      |
| 228 | roverella            | Quercus pubescens Willd.                                                  | Gesturi          | Sud Sardegna      | Ortu è Corti                     | 39°42′55.43″N 9°02′14.66″E | 193      | no              | 320             | 15                | a) età e/o dimensioni, b) forma e portamento                                                                      |
| 229 | sughera              | Quercus suber L.                                                          | Gonnosfanadiga   | Sud Sardegna      | Genna Baguba, Pala Ruinas        | 39°28′10.41″N 8°35′34.28″E | 650      | no              | 460             | 17                | a) età e/o dimensioni                                                                                             |
| 230 | acero minore         | Acer monspessulanum L.                                                    | Gonnosfanadiga   | Sud Sardegna      | Canali Mau, Gennè Impì           | 39°26′27″N 8°37′57″E       | 900      | no              | 280             | 9                 | a) età e/o dimensioni                                                                                             |
| 231 | pino domestico       | Pinus pinea L.                                                            | Gonnosfanadiga   | Sud Sardegna      | Ortu Sa Murta, Lierus            | 39°29′48.98″N 8°37′50.55″E | 160      | no              | 420             | 18                | a) età e/o dimensioni                                                                                             |
| 232 | olivastro            | Olea europaea subsp. oleaster (Hoffmanns. & Link)                         | Gonnosfanadiga   | Sud Sardegna      | Pardu Atzei                      | 39°37′37″N 8°33′22″E       | 145      | no              | 370             | 12                | a) età e/o dimensioni                                                                                             |
| 233 | alloro               | Laurus nobilis L.                                                         | Guspini          | Sud Sardegna      | Montevecchio                     | 39°33′20.77″N 8°34′12.97″E | 373      | si              | 220             | 5                 | a) età e dimensioni, f) pregio paesaggistico                                                                      |
| 234 | leccio               | insieme omogeneo di Quercus ilex L.                                       | Iglesias         | Sud Sardegna      | Case Marganai                    | 39°21′11.41″N 8°34′52.05″E | 720      | no              | 320 med 540 max | 35,0 med 38,0 max | a) età e/o dimensioni, c) valore ecologico                                                                        |
| 235 | corbezzolo           | Arbutus unedo L.                                                          | Iglesias         | Sud Sardegna      | Tintillonis, Marganai            | 39°20′59.54″N 8°34′53.92″E | 720      | no              | 165             | 18                | a) età e/o dimensioni                                                                                             |
| 236 | sughera              | Quercus suber L.                                                          | Iglesias         | Sud Sardegna      | Genna Mustazzus                  | 39°20′28.3″N 8°28′01.36″E  | 519      | no              | 520             | 12                | a) età e/o dimensioni, b) forma e portamento                                                                      |
| 237 | fitolacca arborea    | Phytolacca dioica L.                                                      | Iglesias         | Sud Sardegna      | Monteponi                        | 39°18′10.5″N 8°30′43.87″E  | 210      | no              | 250             | 23                | a) età e/o dimensioni, b) forma e portamento, d) rarità botanica, f) pregio paesaggistico                         |
| 238 | sughera              | Quercus suber L.                                                          | Iglesias         | Sud Sardegna      | Bega de Forru                    | 39°21′45.01″N 8°28′06.09″E | 513      | no              | 500             | 14                | a) età e/o dimensioni, b) forma e portamento                                                                      |
| 239 | ginepro fenicio      | Juniperus phoenicea L.                                                    | Iglesias         | Sud Sardegna      | Gutturu e Sattu                  | 39°21′35.43″N 8°24′22.48″E | 120      | no              | 185             | 8,5               | b) forma e portamento                                                                                             |
| 240 | olivastro            | Olea europaea subsp. oleaster (Hoffmanns. & Link)                         | Masainas         | Sud Sardegna      | incrocio via Roma / via Dante    | 39°02′58.95″N 8°37′48.61″E | 50       | si              | 360             | 10                | a) età e/o dimensioni, g) valore storico, culturale, religioso                                                    |
| 241 | sughera              | Quercus suber L.                                                          | Narcao           | Sud Sardegna      | Garanzeis                        | 39°13′27.48″N 8°36′30.2″E  | 584      | no              | 500             | 8                 | a) età e/o dimensioni, b) forma e portamento                                                                      |
| 242 | acero minore         | Acer monspessolanum L.                                                    | Sadali           | Sud Sardegna      | Cerasia                          | 39°50′23.92″N 9°16′24.08″E | 835      | no              | 400             | 11                | a) età e/o dimensioni, d) rarità botanica                                                                         |
| 243 | pioppo bianco        | Populus alba L.                                                           | Sadali           | Sud Sardegna      | cantoniera Santa Maria           | 39°45′26″N 9°15′01″E       | 475      | no              | 430             | 31                | a) età e/o dimensioni                                                                                             |
| 244 | eucalitto rostrato   | Eucalyptus camaldulensis Dehnh.                                           | Santadi          | Sud Sardegna      | Pantaleo                         | 39°05′24″N 8°47′51″E       | 216      | no              | 620             | 24                | a) età e/o dimensioni, g) valore storico, culturale, religioso                                                    |
| 245 | leccio               | Quercus ilex L.                                                           | Seui             | Sud Sardegna      | Funtana su Canali                | 39°52′55.59″N 9°22′01.08″E | 1065     | no              | 610             | 30                | a) età e/o dimensioni, b) forma e portamento, f) pregio paesaggistico                                             |
| 246 | pioppo canescente    | Populus canescens (Aiton) Sm.                                             | Seui             | Sud Sardegna      | Pauli                            | 39°53′05.44″N 9°20′39.62″E | 980      | no              | 530             | 30                | a) età e/o dimensioni                                                                                             |
| 247 | leccio               | Quercus ilex L.                                                           | Seui             | Sud Sardegna      | rio Ermolinus                    | 39°52′10.84″N 9°23′55.88″E | 860      | no              | 505             | 22                | a) età e/o dimensioni, b) forma e portamento                                                                      |
| 248 | leccio               | Quercus ilex L.                                                           | Seui             | Sud Sardegna      | rio Ermolinus                    | 39°52′08.88″N 9°30′56.73″E | 193      | no              | 522             | 30                | a) età e/o dimensioni                                                                                             |
| 249 | corbezzolo           | Arbutus unedo L.                                                          | Seui             | Sud Sardegna      | Traviarbus                       | 39°53′06.4″N 9°23′07.03″E  | 1000     | no              | 240             | 13                | a) età e/o dimensioni                                                                                             |
| 250 | pero selvatico       | Pyrus pyraster (L.) Burgsd.                                               | Seui             | Sud Sardegna      | Pranu Alinu                      | 39°52′45.22″N 9°19′45.5″E  | 1044     | no              | 240             | 8                 | a) età e/o dimensioni                                                                                             |
| 251 | leccio-sughera       | Quercus x morisii Borzì                                                   | Seui             | Sud Sardegna      | Cuili e Nanni Lai                | 39°53′46.5″N 9°19′31.31″E  | 760      | no              | 358             | 12                | a) età e/o dimensioni, d) rarità botanica                                                                         |
| 252 | carpino nero         | Ostrya carpinifolia Scop.                                                 | Seui             | Sud Sardegna      | rio Ermolinus                    | 39°52′41.31″N 9°23′13.24″E | 1150     | no              | 310             | 22                | a) età e/o dimensioni                                                                                             |
| 253 | carpino nero         | Ostrya carpinifolia Scop.                                                 | Seui             | Sud Sardegna      | rio Ermolinus                    | 39°52′42.15″N 9°23′12.83″E | 1151     | no              | 340             | 19                | a) età e/o dimensioni                                                                                             |
| 254 | tasso                | Taxus baccata L.                                                          | Seui             | Sud Sardegna      | Traviarbus                       | 39°53′09.26″N 9°23′05.82″E | 1020     | no              | 270             | 7                 | a) età e/o dimensioni                                                                                             |
| 255 | leccio               | Quercus ilex L.                                                           | Seui             | Sud Sardegna      | Sedda e sa Nurra                 | 39°53′05.86″N 9°22′53.42″E | 1200     | no              | 400             | 20                | a) età e/o dimensioni, b) forma e portamento                                                                      |
| 256 | leccio               | Quercus ilex L.                                                           | Seui             | Sud Sardegna      | Trattalas                        | 39°53′08.03″N 9°19′34.75″E | 1000     | no              | 590             | 22                | a) età e/o dimensioni                                                                                             |
| 257 | ontano nero          | Alnus glutinosa (L.) Gaertn.                                              | Seui             | Sud Sardegna      | Sonoloccu                        | 39°53′46.21″N 9°16′34.86″E | 1155     | no              | 480             | 10                | a) età e/o dimensioni, b) forma e portamento                                                                      |
| 258 | leccio               | Quercus ilex L.                                                           | Seui             | Sud Sardegna      | Ardasai                          | 39°53′31.81″N 9°20′26.9″E  | 1000     | no              | 750             | 18                | a) età e/o dimensioni                                                                                             |
| 259 | acero minore         | Acer monspessulanum L.                                                    | Seui             | Sud Sardegna      | Sonoloccu                        | 39°53′46.9″N 9°16′34.91″E  | 1155     | no              | 338             | 12                | a) età e/o dimensioni                                                                                             |
| 260 | vitalba              | Clematis vitalba L.                                                       | Seui             | Sud Sardegna      | Carrighera                       | 39°53′29.73″N 9°20′40.96″E | 950      | no              | 90-80-70 -60-42 | 15                | a) età e/o dimensioni                                                                                             |
| 261 | edera                | Hedera helix L.                                                           | Seui             | Sud Sardegna      | Sa Costa e s'Alinu               | 39°53′44.03″N 9°17′47.49″E | 1100     | no              | 90              | 8                 | a) età e/o dimensioni                                                                                             |
| 262 | agrifoglio           | Ilex aquifolium L.                                                        | Seui             | Sud Sardegna      | Sa Costa e s'Alinu               | 39°53′42.17″N 9°17′48.29″E | 1100     | no              | 220             | 8                 | a) età e/o dimensioni                                                                                             |
| 263 | acero minore         | Acer monspessolanum L.                                                    | Seui             | Sud Sardegna      | Sonoloccu                        | 39°53′48.32″N 9°16′34.45″E | 1160     | no              | 263             | 6                 | a) età e/o dimensioni                                                                                             |
| 264 | acero minore         | Acer monspessolanum L.                                                    | Seui             | Sud Sardegna      | Sonoloccu                        | 39°53′45.08″N 9°16′32.85″E | 1140     | no              | 270             | 8                 | a) età e/o dimensioni                                                                                             |
| 265 | acero minore         | Acer monspessolanum L.                                                    | Seui             | Sud Sardegna      | Sonoloccu                        | 39°53′48.29″N 9°16′34.79″E | 1160     | no              | 170-200         | 6,5               | a) età e/o dimensioni                                                                                             |
| 266 | ginepro rosso        | Juniperus oxycedrus L. subsp. oxycedrus                                   | Seui             | Sud Sardegna      | Riu de sa Teglia                 | 39°54′20.37″N 9°17′13.32″E | 750      | no              | 290             | 10                | a) età e/o dimensioni                                                                                             |
| 267 | fillirea             | Phillyrea latifolia L.                                                    | Seui             | Sud Sardegna      | Mercussei                        | 39°53′56.15″N 9°20′45.35″E | 900      | no              | 300             | 15                | a) età e/o dimensioni                                                                                             |
| 268 | tasso                | Taxus baccata L.                                                          | Seui             | Sud Sardegna      | Tenenbias                        | 39°54′11.99″N 9°20′42.35″E | 700      | no              | 390             | 7,5               | a) età e/o dimensioni                                                                                             |
| 269 | corbezzolo           | Arbutus unedo L.                                                          | Seui             | Sud Sardegna      | Tenenbias                        | 39°54′40.48″N 9°20′39.17″E | 700      | no              | 260             | 6                 | a) età e/o dimensioni                                                                                             |
| 270 | edera                | Hedera helix L.                                                           | Seui             | Sud Sardegna      | Trattalas                        | 39°53′01.41″N 9°19′13.2″E  | 1000     | no              | 75              | N.R.              | a) età e/o dimensioni                                                                                             |
| 271 | sambuco              | Sambucus nigra L.                                                         | Seui             | Sud Sardegna      | Trattalas                        | 39°53′04.65″N 9°19′13.98″E | 1000     | no              | 445             | 9,5               | a) età e/o dimensioni                                                                                             |
| 272 | ontano nero          | Alnus glutinosa (L.) Gaertn.                                              | Seui             | Sud Sardegna      | Trattalas                        | 39°53′01.89″N 9°19′13.63″E | 1000     | no              | 570             | 12                | a) età e/o dimensioni                                                                                             |
| 273 | pero selvatico       | Pyrus pyraster (L.) Burgsd.                                               | Seui             | Sud Sardegna      | Santu Perdu                      | 39°51′13.87″N 9°23′20.96″E | 840      | no              | 210             | 9                 | a) età e/o dimensioni                                                                                             |
| 274 | roverella            | Quercus pubescens Willd.                                                  | Seui             | Sud Sardegna      | Sedda Ussarci                    | 39°54′22.41″N 9°20′39.92″E | 700      | no              | 465             | 15                | a) età e/o dimensioni                                                                                             |
| 275 | roverella            | Quercus pubescens Willd.                                                  | Seui             | Sud Sardegna      | Sedda Ussarci                    | 39°54′21.24″N 9°20′40.8″E  | 700      | no              | 435             | 18                | a) età e/o dimensioni                                                                                             |
| 276 | frassino meridionale | Fraxinus angustifolia Vahl                                                | Teulada          | Sud Sardegna      | Tuerra                           | 38°56′53″N 8°43′22″E       | 6        | no              | 520             | 22                | a) età e/o dimensioni                                                                                             |
| 277 | olivo                | Olea europaea L.                                                          | Turri            | Sud Sardegna      | Molino                           | 39°42′10.81″N 8°55′24.97″E | 174      | no              | 510             | 12                | a) età e/o dimensioni                                                                                             |
| 278 | olivo                | Olea europaea L.                                                          | Turri            | Sud Sardegna      | Molino                           | 39°42′10.73″N 8°55′27.47″E | 173      | no              | 630             | 12,5              | a) età e/o dimensioni                                                                                             |
| 279 | olivo                | Olea europaea L.                                                          | Turri            | Sud Sardegna      | Pasturri                         | 39°42′21.33″N 8°55′15.43″E | 168      | si              | 480             | 7                 | a) età e/o dimensioni                                                                                             |
| 280 | olivo                | Olea europaea L.                                                          | Turri            | Sud Sardegna      | Pardierru                        | 39°42′20.73″N 8°55′12.65″E | 168      | si              | 430             | 6,5               | a) età e/o dimensioni                                                                                             |
| 281 | corbezzolo           | Arbutus unedo L.                                                          | Villacidro       | Sud Sardegna      | Nuraxi, casa Todde               | 39°27′01.02″N 8°45′24.94″E | 168      | no              | 170             | 6,5               | a) età e/o dimensioni                                                                                             |
| 282 | olivastro            | insieme omogeneo di Olea europaea subsp. oleaster (Hoffmanns. & Link)     | Villacidro       | Sud Sardegna      | chiesa di San Sisinnio           | 39°25′24.91″N 8°44′00.97″E | 220      | no              | 780 med 800 max | 10,0 med 13,0 max | a) età e/o dimensioni, g) valore storico, culturale, religioso                                                    |
| 283 | olivo                | Olea europaea L.                                                          | Villamassargia   | Sud Sardegna      | S'Ortu Mannu                     | 39°15′56.4″N 8°40′54.45″E  | 100      | no              | 1000            | 8                 | a) età e/o dimensioni, e) architettura vegetale, f) pregio paesaggistico, g) valore storico, culturale, religioso |
| 284 | olivo                | Olea europaea L.                                                          | Villanovaforru   | Sud Sardegna      | Figu Niedda, cimitero            | 39°38′08.1″N 8°52′10.83″E  | 295      | si              | 290             | 10                | b) forma e portamento                                                                                             |
| 285 | leccio               | Quercus ilex L.                                                           | Villanovaforru   | Sud Sardegna      | Matta Nuxis                      | 39°37′46″N 8°52′10″E       | 300      | no              | 350             | 18                | b) forma e portamento                                                                                             |